# S/2003 J 2
S/2003 J 2 er en af planeten Jupiters måner: Den blev opdaget 5. februar 2003 af et hold astronomer fra Hawaiis Universitet under ledelse af Scott S. Sheppard. Den Internationale Astronomiske Union har endnu ikke formelt besluttet sig for et navn til denne måne, men fordi den har retrograd omløb, dvs. populært sagt "kredser den gale vej" rundt om Jupiter, vil den pr. konvention få et navn der ender på bogstavet e.
S/2003 J 2 falder uden for de seks grupper som de fleste andre Jupiter-måner inddeles i, primært fordi den ligger meget længere fra Jupiter end månerne i Pasiphae-gruppen. Den såkaldte Hill-sfære omkring Jupiter, dvs. den zone hvori måner kan forblive stabilt i bane omkring Jupiter, rækker ud til ca. 52 millioner kilometer fra planeten. Derfor er det muligt, at denne måne er den første i en helt ny gruppe af Jupitermåner som menneskeheden har opdaget.